# Фокс, Люк

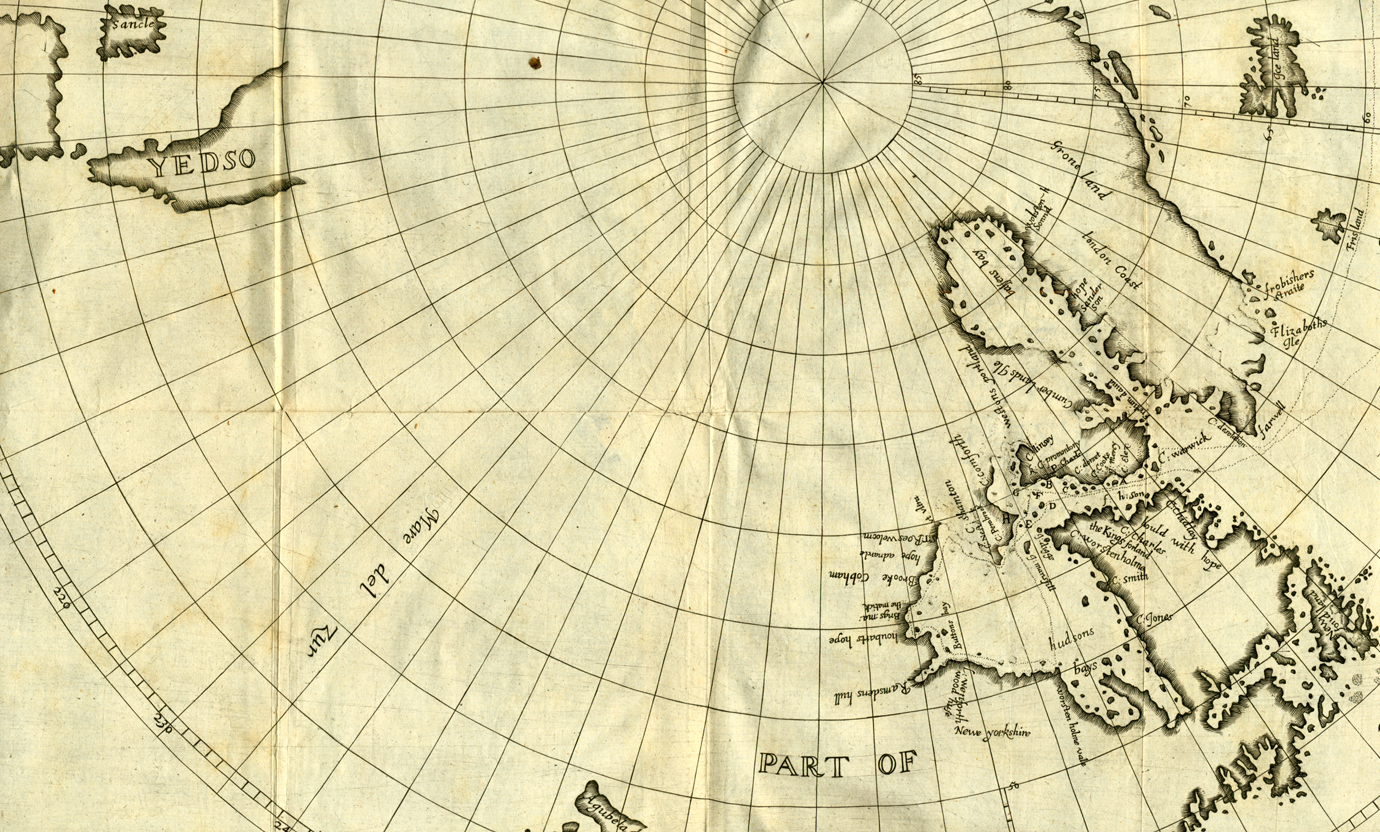
Карта северной Канады, составленная Л. Фоксом

Люк Фокс (англ. Luke Fox; 20 октября 1586 — 15 июля 1635) — английский исследователь, который открыл Северо-Западный проход около Северной Америки. В 1631 году он начал своё путешествие из Гудзонова залива, проплыл мимо западных берегов Баффиновой Земли и островов Канадского Арктического архипелага. В его честь было названо 27 географических объектов, 8 из которых и ныне несут его имя. В его команде присутствовал его друг и спонсор сэр Томас Ро, в честь которого Фокс назвал пролив Рос-Велком.